# The sacred surrender
|  | Denne artikel er oprettet af botten PalnaBot ud fra en ekstern database. Den kan derfor have sproglige fejl eller mangler. Denne skabelon kan fjernes efter kontrol af indholdet. |

The sacred surrender er en film instrueret af Charlotte Andersen.

## Handling
En video om mennesket i forhold til jordkloden, universet, tiden, i billeder som: dans, yoga, musik etc. Definition frem for intellektuel barriere.